# Mōri Terumoto
En aquest nom japonès, el cognom és Mōri.
Mōri Terumoto (毛利辉元, 22 de gener del 1553 - 27 d'abril del 1625) fou un general samurai, fill de Mōri Takamoto.
A l'inici de la seva carrera va lluitar per Oda Nobunaga, però després de la mort d'aquest durant l'«Incident de Honnōji», va servir sota les ordres de Toyotomi Hideyoshi, pel que va participar en la campanya de pacificació de Kyūshū de 1587 així com el les invasions japoneses a Corea.
Terumoto va ser nomenat membre del «Consell dels Cinc Regents», creat amb la finalitat que aquests governessin a la mort de Hideyoshi i fins que el seu fill Hideyori tingués l'edat suficient per governar.
Tokugawa Ieyasu, també nomenat un dels cinc regents disputar el govern per a si mateix, el que va dividir el país en dos grans faccions que es van enfrontar durant la batalla de Sekigahara, en la qual Terumoto va decidir unir-se a les forces d'Ishida Mitsunari, rival dels Tokugawa, encara que Terumoto no va estar present en el camp de batalla pel fet que es trobava al castell Osaka.
Terumoto va veure els seus feus reduïts després de la derrota d'un valor d'1,2 milions de koku a 369.000 més que va ser forçat a rapar el seu cap.
Terumoto és famós també per haver construït el castell Hiroshima.